# VIe siècle av. J.-C. en architecture
VIIe siècle av. J.-C. en architecture - VIe siècle av. J.-C. - Ve siècle av. J.-C. en architecture
Cet article concerne les événements concernant l'architecture qui se sont déroulés durant le VIe siècle av. J.-C.

## Réalisations

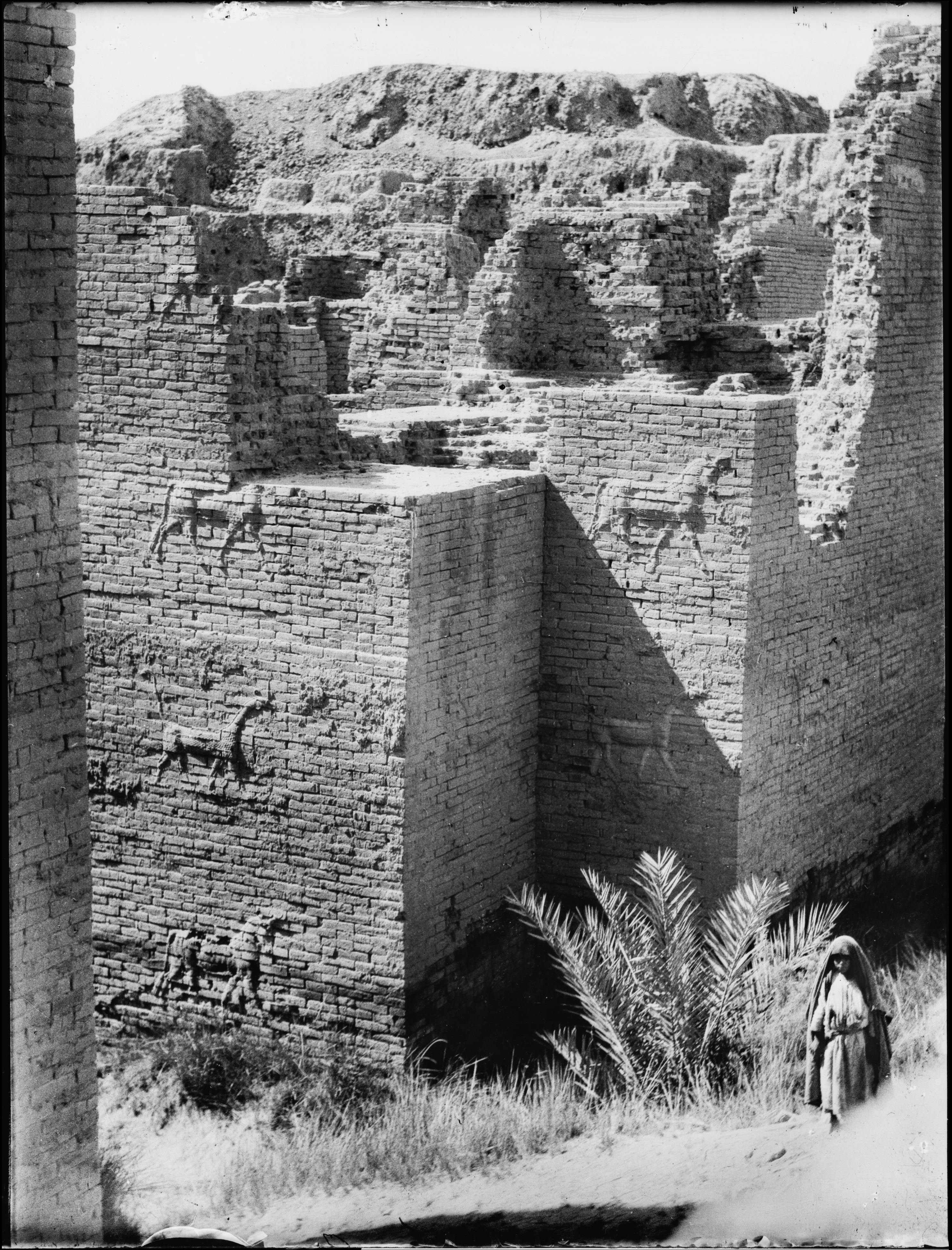
Porte d'Ishtar sur une photographie de 1932.

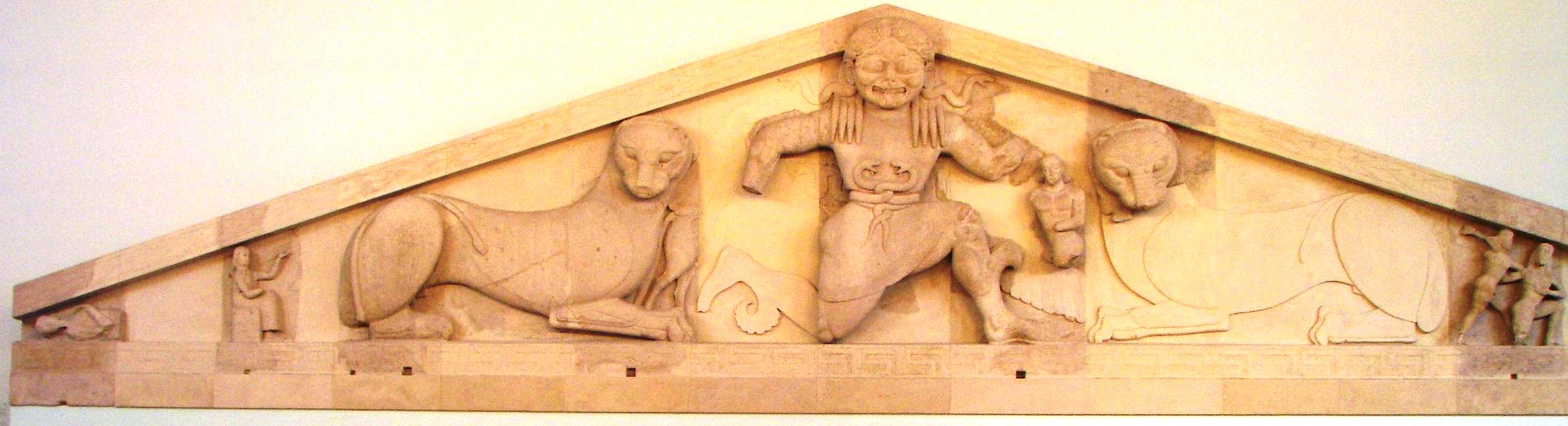
Fronton du temple d’Artémis à Corfou.

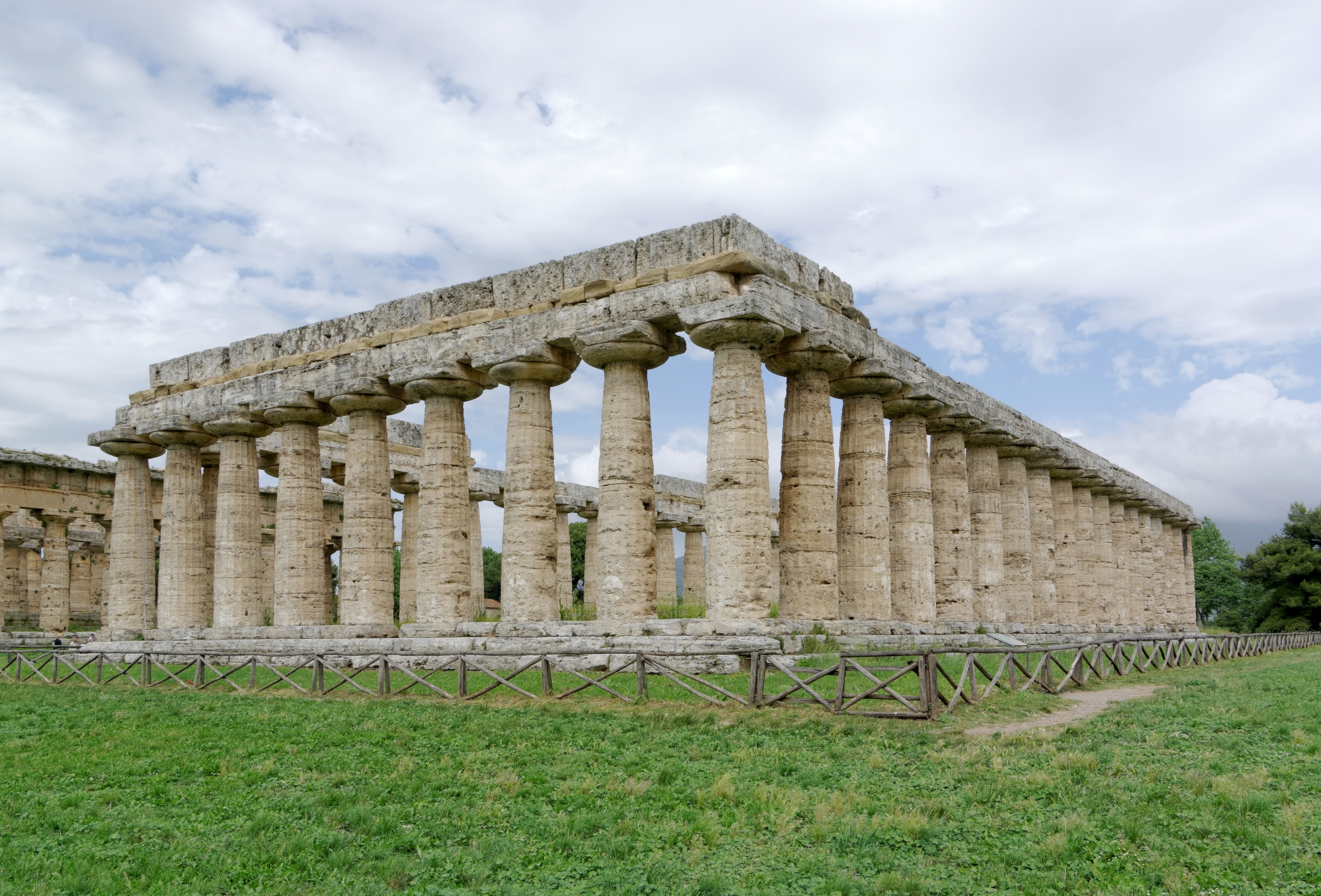
Temple d'Héra à Paestum.

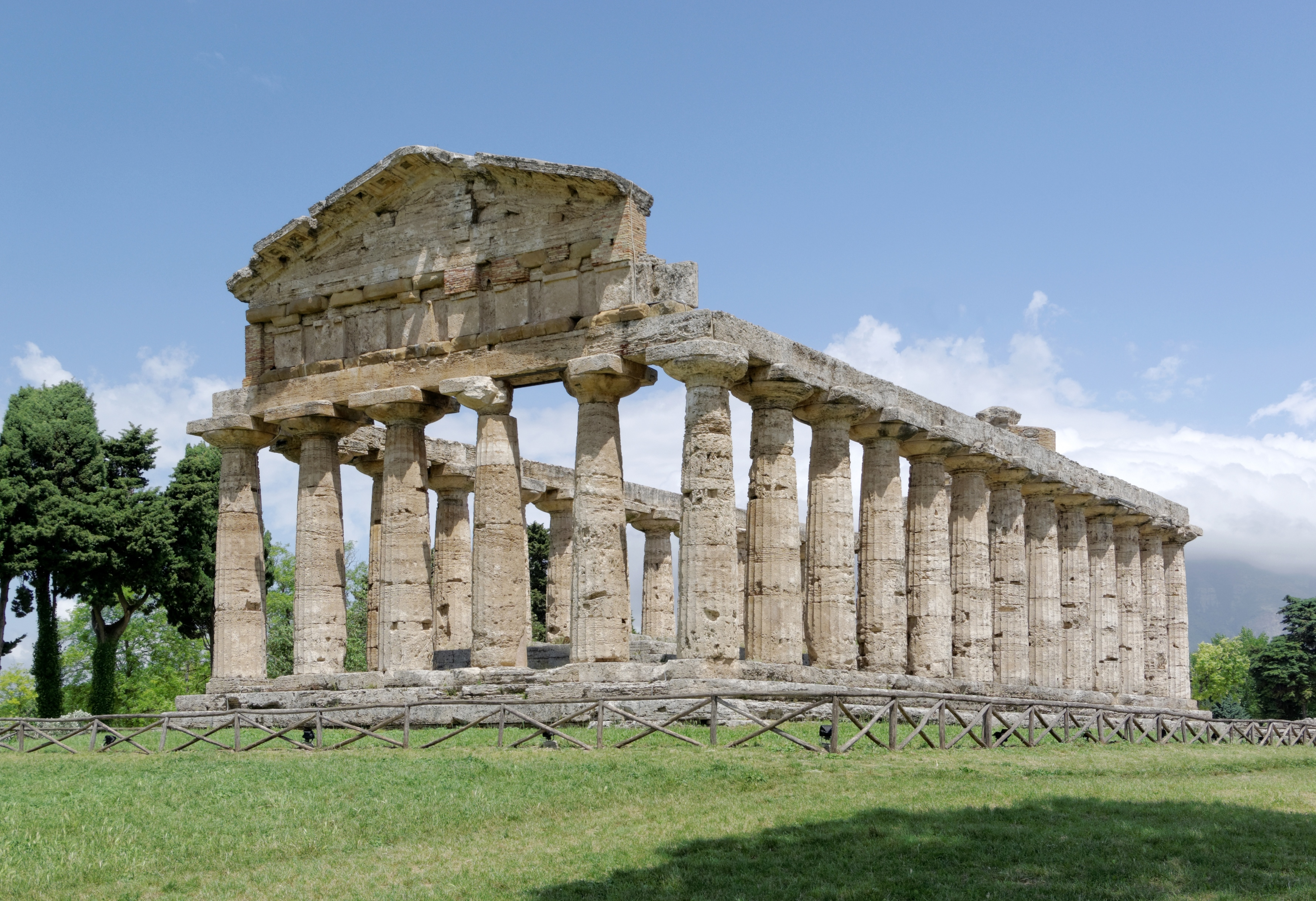
Le temple de Cérès.

- Vers 600 av. J.-C. : les colonnes de bois du temple d’Héra à Olympie sont remplacées progressivement par des fûts de pierre. Première colonne dorique en pierre complète attestée à Delphes au premier temple d’Athéna Pronaia à Marmaria. Premier grand portique connu construit à Samos[1].
- Vers 580 av. J.-C. : construction de la porte d'Ishtar à Babylone[2]. Époque possible de la création des Jardins suspendus de Babylone par Nabuchodonosor II (604-562 av. J.-C.), selon les auteurs classiques grecs (Bérose, Strabon, Diodore de Sicile) et latins (Quinte-Curce)[3].
- Vers 580/570 av. J.-C. : temple dorique d’Artémis à Corfou[4], le plus ancien temple décoré d’un fronton sculpté en relief[1].
- Vers 580-530 av. J.-C. : construction du temple C, le plus ancien de l’Acropole de Sélinonte, en Sicile[5].
- Vers 570/560 av. J.-C. : reconstruction du sanctuaire d’Artémis Orthia, à Sparte[6] ; reconstruction de l’Héraion de Samos par les architectes Rhoèce et Théodore de Samos, de style ionique[4] ; colonne offerte par les habitants de Naxos à Delphes, de style ionique, surmontée d’un sphinx[7].
- 570-566 av. J.-C. : construction du temple de l’Hécatompédon, sur l’Acropole d’Athènes, à l’emplacement actuel du Parthénon[4].
- Vers 565-500 av. J.-C. : construction à Syracuse du temple d’Apollon (v. 565 av. J.-C.), du temple de Zeus (v. 555 av. J.-C.), du temple d’Athéna, aujourd’hui cathédrale de Syracuse (v. 525-500 av. J.-C.)[8].
- Vers 560-450 av. J.-C. : construction de l’Artémision à Éphèse, l’une des Sept Merveilles du monde[9].
- Vers 550-540 av. J.-C. : construction du temple d’Apollon à Corinthe[4].
- Vers 540 av. J.-C. : construction du temple d’Héra à Paestum, en Italie[4].
- Vers 530-525 av. J.-C. : construction du trésor de Siphnos à Delphes[10].

- Vers 520 av. J.-C. :
  - temple C à Agrigente[4].

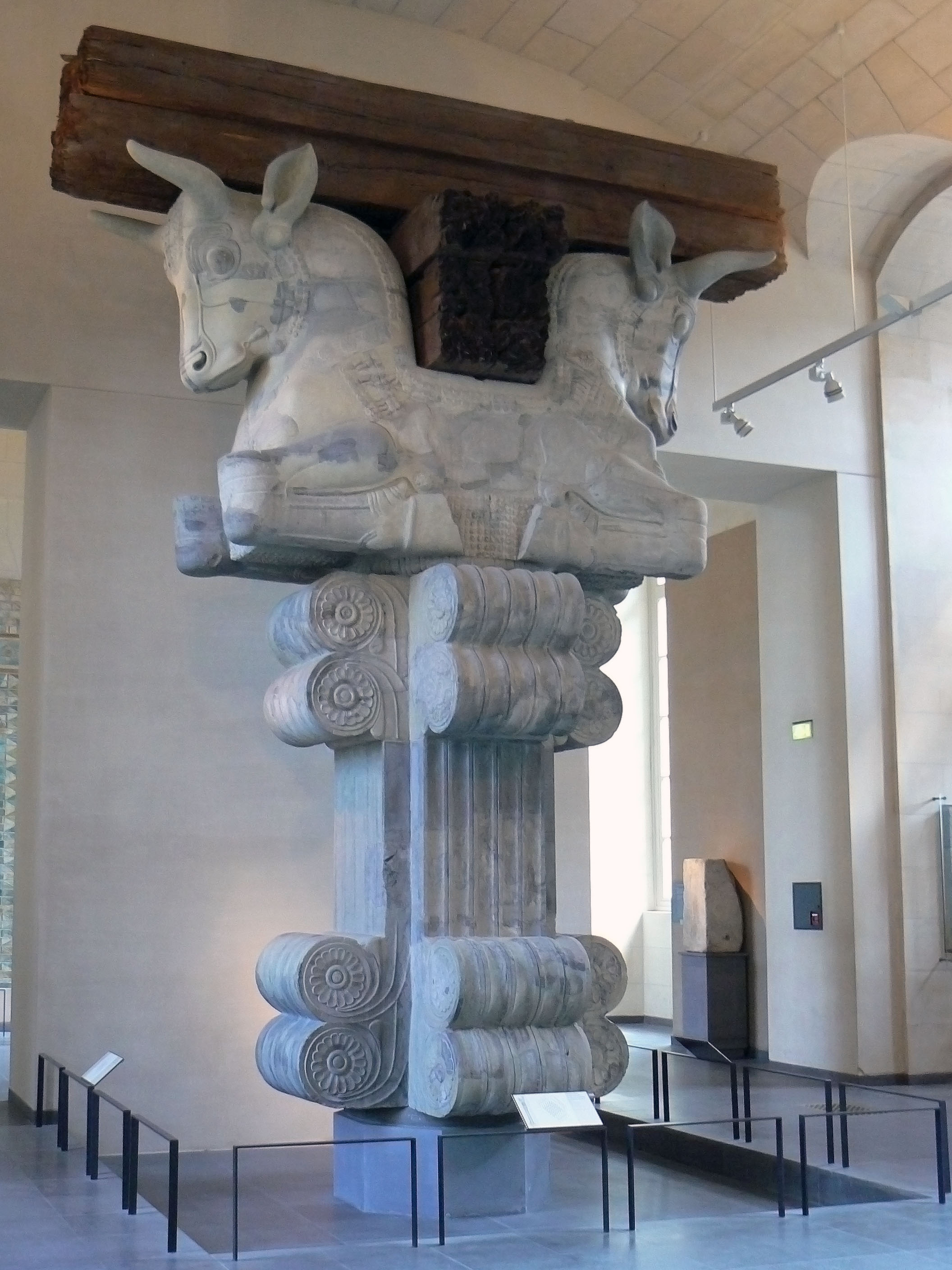
Chapiteau de l'Apadana (salle d'audience) du palais de Darius Ier à Suse.(C. 510-JC)

  - construction du temple G consacré à Apollon à Sélinonte (datation basse, controversée)[11].
  - Darius Ier fait construire un palais à Suse durant les premières années de son règne[4].
- Vers 511 av. J.-C. : temple d’Héraclès à Agrigente.
- Vers 510 av. J.-C. : deuxième temple d’Athèna Pronaia à Delphes (Marmaria)[12].
- Vers 500 av. J.-C. : temple d’Athéna, dit « temple de Cérès » à Paestum, où sont associés les ordres dorique et ionique et qui utilise le rapport 32/42 caractéristique du Parthénon[13].

## Personnalités
- Rhoikos de Samos, architecte (vers 575-525 av. J.-C.).